# بی‌اشتهایی
بی‌اشتهایی یا آنورکسی (به فرانسوی: Anorexie)، از دیدگاه پزشکی، یکی از نشانه‌های بیماری است که کم شدن یا نبود اشتها را می‌رساند. بی‌اشتهایی در بسیاری از بیماری‌های جسمی و روانی دیده می‌شود. بی‌اشتهایی ممکن است به سوءتغذیه و اختلالات ناشی از آن منجر شود. بی‌اشتهایی ساده نباید با بی‌اشتهایی عصبی که یک اختلال روانی است (که در آن فرد اشتهای خود را از دست نمی‌دهد، بلکه با گرسنگی مبارزه می‌کند) اشتباه شود.
بی‌اشتهایی از جمله علایم بسیاری از بیماری‌های جسمی و روانی محسوب می‌شود. موارد زیر مثال‌هایی از این بیماری‌ها هستند:
- سرطان
- ایدز
- آپاندیسیت
- سرماخوردگی
- مسمومیت پرتوتابی
- نارسایی کلیه
- نارسایی قلبی
- بیماری کرون
- التهاب روده
- زوال عقلی
- افسردگی

همچنین، مصرف برخی داروها چون انگیزندهها، آمفتامین و داروهای ضد افسردگی نیز می‌توانند موجب بی‌اشتهایی شوند.
درمان بی‌اشتهایی به عنوان نشانهٔ یک بیماری با درمان آن بیماری صورت می‌گیرد. به عنوان مثال، بی‌اشتهایی ناشی از افسردگی با بهبود وضع روحی بیمار، و بی‌اشتهایی ناشی از سرطان با شیمی‌درمانی یا پرتودرمانی بهبود می‌یابد.